# Spiros Samaras
Spiros Filiskos Samaras (Grieks: Σπυρίδων Φιλίσκος Σαμάρας) (Korfu, 29 november 1863 - Athene, 7 april 1917) was een Grieks componist.
Samaras studeerde muziek in Athene en later aan het conservatorium in Parijs, bij Leo Delibes. Hij componeerde de olympische hymne. Daarnaast componeerde hij veelal opera's, waaronder: 
- (1886): Flora mirabilis;
- (1891): Medgé Lionella;
- (1895): La furia domata (Taming of the Shrew van Shakespeare);
- Storia d'amore;
- La martire;
- Mademoiselle de Bella-Isle;
- Rhea;
- La guerra in tempo di guerra;
- The princess of Saxonry;
- suite voor 2 piano's en liederen.

- Biblioteca Nacional de España: XX5846569
- Bibliothèque nationale de France: cb148431436 (data)
- Catàleg d'autoritats de noms i títols de Catalunya: 981061032227206706
- CiNii: DA15498197
- Gemeinsame Normdatei: 124252990
- International Standard Name Identifier: 0000 0000 9304 9719
- Library of Congress Control Number: n97110297
- MusicBrainz: a17ee098-6930-44e5-bf97-ce7c51b0dc3b
- Nationale Bibliotheek van Tsjechië: mzk2010589769
- Nederlandse Thesaurus van Auteursnamen: 337990123
- Réseau des bibliothèques de Suisse occidentale: 02-A021790578
- Système universitaire de documentation: 243969244
- Virtual International Authority File: 69197815
- WorldCat: E39PBJdWJHwygmTwcV4TWwJFKd